# Gran Premio motociclistico di Germania 2001
Il Gran Premio motociclistico di Germania 2001 corso il 22 luglio, è stato il nono Gran Premio della stagione 2001 e ha visto vincere la Yamaha di Max Biaggi nella classe 500, Marco Melandri nella classe 250 e Simone Sanna nella classe 125.

## Classe 500

### Arrivati al traguardo
| Pos | Nº | Pilota                   | Squadra                    | Motocicletta | Giri | Tempo     | Griglia | Punti |
| --- | -- | ------------------------ | -------------------------- | ------------ | ---- | --------- | ------- | ----- |
| 1   | 3  | Max Biaggi               | Marlboro Yamaha            | Yamaha       | 30   | 43:36.983 | 1       | 25    |
| 2   | 7  | Carlos Checa             | Marlboro Yamaha            | Yamaha       | 30   | +3.249    | 4       | 20    |
| 3   | 56 | Shin'ya Nakano           | Gauloises Yamaha Tech 3    | Yamaha       | 30   | +3.642    | 2       | 16    |
| 4   | 6  | Norick Abe               | Antena 3 Yamaha-d'Antin    | Yamaha       | 30   | +4.784    | 8       | 13    |
| 5   | 4  | Alex Barros              | West Honda Pons            | Honda        | 30   | +21.164   | 3       | 11    |
| 6   | 19 | Olivier Jacque           | Gauloises Yamaha Tech 3    | Yamaha       | 30   | +21.385   | 5       | 10    |
| 7   | 46 | Valentino Rossi          | Nastro Azzurro Honda       | Honda        | 30   | +21.945   | 11      | 9     |
| 8   | 65 | Loris Capirossi          | West Honda Pons            | Honda        | 30   | +22.485   | 7       | 8     |
| 9   | 1  | Kenny Roberts Jr         | Telefonica Movistar Suzuki | Suzuki       | 30   | +23.331   | 9       | 7     |
| 10  | 15 | Sete Gibernau            | Telefonica Movistar Suzuki | Suzuki       | 30   | +24.404   | 10      | 6     |
| 11  | 5  | Garry McCoy              | Red Bull Yamaha WCM        | Yamaha       | 30   | +24.410   | 6       | 5     |
| 12  | 41 | Noriyuki Haga            | Red Bull Yamaha WCM        | Yamaha       | 30   | +43.996   | 17      | 4     |
| 13  | 10 | José Luis Cardoso        | Antena 3 Yamaha-d'Antin    | Yamaha       | 30   | +44.216   | 12      | 3     |
| 14  | 17 | Jurgen van den Goorbergh | Proton TEAM KR             | Proton KR    | 30   | +44.329   | 13      | 2     |
| 15  | 14 | Anthony West             | Dee Cee Jeans Racing       | Honda        | 30   | +1:22.533 | 16      | 1     |
| 16  | 24 | Jason Vincent            | Pulse GP                   | Pulse        | 29   | +1 giro   | 22      |       |

### Ritirati
| Nº | Pilota          | Squadra              | Motocicletta | Giri | Griglia |
| -- | --------------- | -------------------- | ------------ | ---- | ------- |
| 11 | Tōru Ukawa      | Repsol YPF Honda     | Honda        | 27   | 14      |
| 18 | Brendan Clarke  | Shell Advance Honda  | Honda        | 18   | 21      |
| 21 | Barry Veneman   | Dee Cee Jeans Racing | Honda        | 13   | 23      |
| 16 | Johan Stigefelt | Sabre Sport          | Sabre V4     | 9    | 20      |
| 12 | Haruchika Aoki  | Arie Molenaar Racing | Honda        | 0    | 18      |
| 9  | Leon Haslam     | Shell Advance Honda  | Honda        | 0    | 19      |

### Non partito
| Nº | Pilota        | Squadra          | Motocicletta | Griglia |
| -- | ------------- | ---------------- | ------------ | ------- |
| 28 | Àlex Crivillé | Repsol YPF Honda | Honda        | 15      |

## Classe 250

### Arrivati al traguardo
| Pos | Nº | Pilota             | Squadra                     | Motocicletta | Giri | Tempo     | Griglia | Punti |
| --- | -- | ------------------ | --------------------------- | ------------ | ---- | --------- | ------- | ----- |
| 1   | 5  | Marco Melandri     | MS Aprilia Racing           | Aprilia      | 29   | 42:37.696 | 2       | 25    |
| 2   | 74 | Daijirō Katō       | Telefonica Movistar Honda   | Honda        | 29   | +0.052    | 3       | 20    |
| 3   | 31 | Tetsuya Harada     | MS Aprilia Racing           | Aprilia      | 29   | +0.203    | 1       | 16    |
| 4   | 44 | Roberto Rolfo      | Safilo Oxydo Race           | Aprilia      | 29   | +18.310   | 7       | 13    |
| 5   | 81 | Randy de Puniet    | Equipe de France - Scrab GP | Aprilia      | 29   | +28.108   | 8       | 11    |
| 6   | 6  | Alex Debón         | Valencia Circuit Aspar      | Aprilia      | 29   | +36.566   | 10      | 10    |
| 7   | 66 | Alex Hofmann       | Dark Dog Racing Factory     | Aprilia      | 29   | +36.764   | 12      | 9     |
| 8   | 8  | Naoki Matsudo      | Petronas Sprinta Yamaha TVK | Yamaha       | 29   | +36.918   | 13      | 8     |
| 9   | 21 | Franco Battaini    | MS Eros Ramazzotti Racing   | Aprilia      | 29   | +40.466   | 14      | 7     |
| 10  | 10 | Fonsi Nieto        | Valencia Circuit Aspar      | Aprilia      | 29   | +43.174   | 5       | 6     |
| 11  | 18 | Shahrol Yuzy       | Petronas Sprinta Yamaha TVK | Yamaha       | 29   | +43.256   | 17      | 5     |
| 12  | 57 | Lorenzo Lanzi      | Campetella Racing           | Aprilia      | 29   | +57.398   | 20      | 4     |
| 13  | 20 | Jerónimo Vidal     | PR2 Metrored                | Aprilia      | 29   | +1:11.662 | 23      | 3     |
| 14  | 11 | Riccardo Chiarello | Aprilia Grand Prix          | Aprilia      | 29   | +1:25.507 | 24      | 2     |
| 15  | 16 | David Tomás        | By Queroseno Racing         | Honda        | 29   | +1:25.614 | 22      | 1     |
| 16  | 75 | Dirk Heidolf       | Freudenberg Racing          | Yamaha       | 28   | +1 giro   | 25      |       |
| 17  | 76 | Christian Gemmel   | Kiefer Castrol Honda Racing | Honda        | 28   | +1 giro   | 28      |       |
| 18  | 78 | Max Neukirchner    | ADAC Sachsen                | Honda        | 28   | +1 giro   | 32      |       |
| 19  | 36 | Luis Costa         | Antena 3 Yamaha-d'Antin     | Yamaha       | 28   | +1 giro   | 30      |       |
| 20  | 98 | Katja Poensgen     | Dark Dog Racing Factory     | Aprilia      | 28   | +1 giro   | 33      |       |

### Ritirati
| Nº | Pilota            | Squadra                     | Motocicletta | Giri | Griglia |
| -- | ----------------- | --------------------------- | ------------ | ---- | ------- |
| 12 | Klaus Nöhles      | MS Aprilia Racing           | Aprilia      | 27   | 19      |
| 50 | Sylvain Guintoli  | Equipe de France - Scrab    | Aprilia      | 27   | 21      |
| 23 | Cesar Barros      | Yamaha Kurz                 | Yamaha       | 13   | 29      |
| 45 | Stuart Edwards    | FCC-TSR                     | Honda        | 11   | 31      |
| 55 | Diego Giugovaz    | Edo Racing                  | Yamaha       | 8    | 27      |
| 99 | Jeremy McWilliams | MS Aprilia Racing           | Aprilia      | 7    | 4       |
| 7  | Emilio Alzamora   | Telefonica Movistar Honda   | Honda        | 7    | 9       |
| 77 | Marcel Schneider  | Kiefer Castrol Honda Racing | Honda        | 6    | 34      |
| 42 | David Checa       | Team Fomma                  | Honda        | 5    | 15      |
| 9  | Sebastián Porto   | Yamaha Kurz                 | Yamaha       | 2    | 6       |
| 22 | David de Gea      | Antena 3 Yamaha-d'Antin     | Yamaha       | 2    | 16      |
| 15 | Roberto Locatelli | MS Eros Ramazzotti Racing   | Aprilia      | 1    | 11      |
| 37 | Luca Boscoscuro   | Campetella Racing           | Aprilia      | 1    | 18      |

### Non partito
| Nº | Pilota           | Squadra       | Motocicletta | Griglia |
| -- | ---------------- | ------------- | ------------ | ------- |
| 25 | Vincent Philippe | Tecmas Racing | Honda        | 26      |

## Classe 125

### Arrivati al traguardo
| Pos | Nº | Pilota               | Squadra                  | Motocicletta | Giri | Tempo     | Griglia | Punti |
| --- | -- | -------------------- | ------------------------ | ------------ | ---- | --------- | ------- | ----- |
| 1   | 16 | Simone Sanna         | Safilo Oxydo Race        | Aprilia      | 27   | 41:09.327 | 2       | 25    |
| 2   | 24 | Toni Elías           | Telefonica Movistar jnr  | Honda        | 27   | +0.247    | 5       | 20    |
| 3   | 54 | Manuel Poggiali      | Gilera Racing            | Gilera       | 27   | +0.701    | 4       | 16    |
| 4   | 4  | Masao Azuma          | Liegeois Competition     | Honda        | 27   | +0.734    | 12      | 13    |
| 5   | 9  | Lucio Cecchinello    | MS Aprilia LCR           | Aprilia      | 27   | +1.370    | 3       | 11    |
| 6   | 39 | Jaroslav Huleš       | Matteoni Racing          | Honda        | 27   | +2.202    | 17      | 10    |
| 7   | 11 | Max Sabbatani        | Bossini Fontana Racing   | Aprilia      | 27   | +2.326    | 1       | 9     |
| 8   | 31 | Ángel Rodríguez      | Valencia Circuit Aspar   | Aprilia      | 27   | +5.877    | 15      | 8     |
| 9   | 18 | Jakub Smrž           | Budweiser Budvar Hanusch | Honda        | 27   | +6.132    | 10      | 7     |
| 10  | 17 | Steve Jenkner        | LAE - UGT 3000           | Aprilia      | 27   | +10.071   | 6       | 6     |
| 11  | 26 | Daniel Pedrosa       | Telefonica Movistar jnr  | Honda        | 27   | +23.066   | 11      | 5     |
| 12  | 15 | Alex De Angelis      | Matteoni Racing          | Honda        | 27   | +23.089   | 16      | 4     |
| 13  | 29 | Ángel Nieto Jr       | Viceroy Team             | Honda        | 27   | +23.309   | 14      | 3     |
| 14  | 6  | Mirko Giansanti      | Axo Racing               | Honda        | 27   | +27.801   | 19      | 2     |
| 15  | 25 | Joan Olivé           | Telefonica Movistar jnr  | Honda        | 27   | +28.065   | 24      | 1     |
| 16  | 7  | Stefano Perugini     | Italjet Racing           | Italjet      | 27   | +28.139   | 22      |       |
| 17  | 19 | Alessandro Brannetti | Team Crae                | Aprilia      | 27   | +28.948   | 23      |       |
| 18  | 28 | Gábor Talmácsi       | Racing Service           | Honda        | 27   | +32.317   | 28      |       |
| 19  | 41 | Yōichi Ui            | L & M Derbi              | Derbi        | 27   | +35.643   | 8       |       |
| 20  | 34 | Eric Bataille        | Axo Racing               | Honda        | 27   | +40.978   | 21      |       |
| 21  | 27 | Marco Petrini        | Racing Service           | Honda        | 27   | +44.624   | 18      |       |
| 22  | 8  | Gianluigi Scalvini   | Italjet Racing           | Italjet      | 27   | +1:06.673 | 20      |       |
| 23  | 12 | Raúl Jara            | MS Aprilia LCR           | Aprilia      | 27   | +1:07.108 | 31      |       |
| 24  | 79 | Andreas Hahn         | Team Hahn                | Honda        | 27   | +1:08.085 | 32      |       |
| 25  | 78 | Claudius Klein       | ADAC Junior Team German  | Honda        | 27   | +1:08.383 | 30      |       |
| 26  | 80 | Tobias Kirmeier      | Ivetra-Seel Racing       | Honda        | 27   | +1:08.632 | 29      |       |
| 27  | 81 | Rene Knoefler        | HKS Racing Team Moto Mei | Yamaha       | 26   | +1 giro   | 33      |       |

### Ritirati
| Nº | Pilota         | Squadra              | Motocicletta | Giri | Griglia |
| -- | -------------- | -------------------- | ------------ | ---- | ------- |
| 77 | Adrián Araujo  | Liegeois Competition | Honda        | 15   | 34      |
| 22 | Pablo Nieto    | L & M Derbi          | Derbi        | 8    | 13      |
| 21 | Arnaud Vincent | Team Fomma           | Honda        | 8    | 25      |
| 23 | Gino Borsoi    | LAE - UGT 3000       | Aprilia      | 6    | 7       |
| 82 | Mika Kallio    | Red Devil Honda      | Honda        | 0    | 27      |

### Non partiti
| Nº | Pilota           | Squadra                | Motocicletta | Griglia |
| -- | ---------------- | ---------------------- | ------------ | ------- |
| 5  | Noboru Ueda      | FCC-TSR                | TSR-Honda    | 9       |
| 20 | Gaspare Caffiero | Bossini Fontana Racing | Aprilia      | 26      |

### Non qualificato
| Nº | Pilota       | Squadra                | Motocicletta |
| -- | ------------ | ---------------------- | ------------ |
| 10 | Jarno Müller | PEV-Spalt-ADAC Sachsen | Honda        |